# Кул Гали

Памятник Кул Гали в Казани

Кул Гали́ (настоящее имя — Мухаммад-хаджи Гали ибн Мирхуджа, тат. Мөхәммәдхаҗи Гали ибн Мирхуҗа, тат. Кол Гали) — татарский средневековый поэт. Его наиболее известное произведение — поэма «Кысса-и Йусуф» (Сказание о Йусуфе), написанная на старотатарском языке огузо-кипчакского типа, который в дальнейшем послужил прототипом языка казанских татар.

## Биография
Биографические сведения о Кул Гали немногочисленны и противоречивы.
На основе сведений, содержащихся в «Таварих-и Болгария» («История Булгарии», 1805 г.) Т. Ялчыгула, Х. Мухаметов реконструировал биографию Кул Гали. В ней указано, что он родился в городе Кышан или другом городе Волжской Булгарии. Его отец — хазрет Мирхаджи. Поэт окончил медресе в городе Хорезме и там же обучал шакирдов, а затем переехал в город Ургенч (Хорезм), откуда впоследствии возвратился на родину. Кул Гали погиб во время завоевания Волжской Булгарии войсками Бату в 1236 году. Согласно «Таварих-и Болгария», поэт погиб во время похода Тамерлана на Золотую Орду в конце XIV века.
Все сведения по биографии поэта отсылают к одному и тому же сочинению «Таварих-и Болгария» («История Булгарии») Таджедина Ялчыгулова. Ялчыгулов в этом произведении приводит свою родословную, возводя её к полулегендарным личностям, включая Кул Гали, однако выделяя то, что тот является выходцем из Булгарии. Данная биографическая версия имеет противоречия и ещё в XIX веке подверглась критике татарским учёным Марджани из-за противоречивости, поскольку упомянутый в шеджере Кулгали жил во второй половине XIV века (согласно источнику, после разорения Булгара Тамерланом, который родился в 1336 году), а булгарский поэт — в начале XIII века.
Советский учёный, доктор исторических наук Миркасым Усманов, обосновав свои тезисы, подверг резкой критике это произведение. Сочинение Тажетдина Ялчыгула представляет собой «фантастическую шажару», не представляющую какой-либо исторической ценности.

## Поэма «Кысса-и Йусуф»
Поэма «Кысса-и Йусуф» — главное произведение Кул Гали. Написана по кораническим сюжетам о Юсуфе. Поэма написана на старотатарском языке, в котором также представлены и огузские элементы, некоторые исследователи относят его к булгарскому языку. Поэма посвящена борьбе против шайтана, за человеческое счастье. Поэма сыграла большую роль в культуре Волжской Булгарии и позднее в тюркской культуре. Впервые поэма была подготовлена к печати поэтом и учёным Габдрахим Утыз Имяни и издана в 1839 году в типографии Казанского университета. До 1917 года поэма переиздавалась более 80 раз. Оригинал поэмы не сохранился. Известно более 150 списков (полных и неполных копий) рукописи.

## Память
- В 1983 году в Татарстане отмечалось 800-летие со дня рождения Кул Гали. В том же году данный юбилей был включён в календарь знаменательных дат ЮНЕСКО[18].
- В Казани имя Кул Гали с 1983 года носит улица в жилом районе Горки, а в 2005 году ему установлен памятник (парк Тысячелетия).
- В 2008 году в Ульяновске был открыт Памятник Кул Гали, у здания Центра татарской культуры (проспект Нариманова (Ульяновск)).
- В 2011 году Министерство связи России выпустило ХМК — «Ульяновск. Памятник Кул Гали (1183—1236) поэт-гуманист».[19]
- В Заинске с 7 апреля 1999 года существует улица Кул Гали[20].
- В Болгаре имя Кул Гали носит улица, находящаяся рядом с Болгарской Исламской Академией[21].